# 名間鄉
23°50′17″N 120°42′10″E / 23.838113°N 120.702796°E
名間鄉，舊稱「湳仔」，位於臺灣南投縣西部，濁水溪北岸，與竹山鎮隔溪相望，東鄰集集大山，緊接集集鎮、中寮鄉，北以新街旱溪鄰接南投市，西以彰化縣八卦山斷崖為界，俯望彰化縣田中鎮、二水鄉、社頭鄉於山腳下。全鄉東西線長13.7公里，南北線長9.11公里，總面積為83.0955平方公里，為南投縣人口最多的鄉。

## 歷史

### 地名由來
「湳仔」地名由來，係因現今南雅村（Lâm-ngá，和「湳仔 Làm-á」在台灣閩南語字音接近）、中正村（鄉公所所在地）、中山村一帶，昔日地形低窪，四周雨水匯集，地質泥潤，長年間成為沼澤，地方俗稱「湳仔」，因其閩南語音 Làm-á（白話字、台羅）與日語「名間」（假名，羅馬字 Nama）之訓讀相近，日治時代台灣總督府遂於大正9年（1920年）將「湳仔」改為「名間」，此為名間鄉之地名由來，但今日常被一般民眾或媒體報導誤寫為「『民』間鄉」。

### 沿革
- 清康熙20年（1681年）前後，福建省民渡海來台，經開拓墾殖，漸次構成村落，及至雍正元年（1723年），始併於彰化縣區域。
- 光緒21年（1895年），清廷甲午戰敗，台灣割讓予日本，日治期間，歷經數次地方制度修正，前後分屬台灣民政支部彰化出張所及台中縣區域。
- 明治34年（1901年）11月廢縣置廳，歸隸南投廳，屬南投廳下三堡，南投堡（番仔藔庄、新街庄、大、田仔庄、下新厝庄），武東堡（廍下庄、皮仔藔庄、赤水、弓鞋、松柏坑庄、頂新厝庄），沙連下堡（湳仔庄、濁水庄、炭藔庄）[1]。
- 明治42年（1909年），屬南投廳下之濁水區（濁水庄、湳仔庄、炭藔庄）、皮子藔區（廍下庄、皮仔藔庄、赤水、弓鞋、松柏坑庄、頂新厝庄、番仔藔庄、新街庄、大、田仔庄、下新厝庄），並分設濁水區長役場於湳仔庄及皮子藔區長役場於廍下庄。[2]
- 大正9年（1920年），地方制度再次修正，前述兩區合併為台中州南投郡名間，「名間庄役場」設於「湳仔」（今中正村）。
- 民國34年（1945年），戰後名間庄改制為台中縣南投區名間鄉，民國39年（1950年）臺灣省行政區域劃分，撤除區署，實施小縣制，名間鄉改隸新成立的南投縣。
- 1951年東湖村分出仁和村，1956年廈新村分出虎坑村。
- 1978年虎坑村與東湖村合為東湖村，南大村與大庄村合為大庄村，錦梓村與赤水村合為赤水村，三光村與廈新村合為新光村，弓鞋村與三崙村合為三崙村[3]。

| 大字名           | 現今村名         |
| ---------------- | ---------------- |
| 新街             | 新街             |
| 名間             | 南雅、中正、中山 |
| 濁水             | 濁水             |
| 炭寮             | 炭寮、新民       |
| 番子寮           | 萬丹、仁和、東湖 |
| 田仔             | 田仔             |
| 下新厝           | 新光             |
| 大               | 大               |
| 新厝仔           | 新厝、崁腳       |
| 藍口店           | 大坑             |
| 皮仔寮、土地公崎 | 赤水             |
| 出林虎、羌仔園   | 竹圍             |
| 弓鞋             | 三崙             |
| 松柏坑           | 松山、松柏、埔中 |
| 廍下             | 廍下             |

## 地理

### 地形

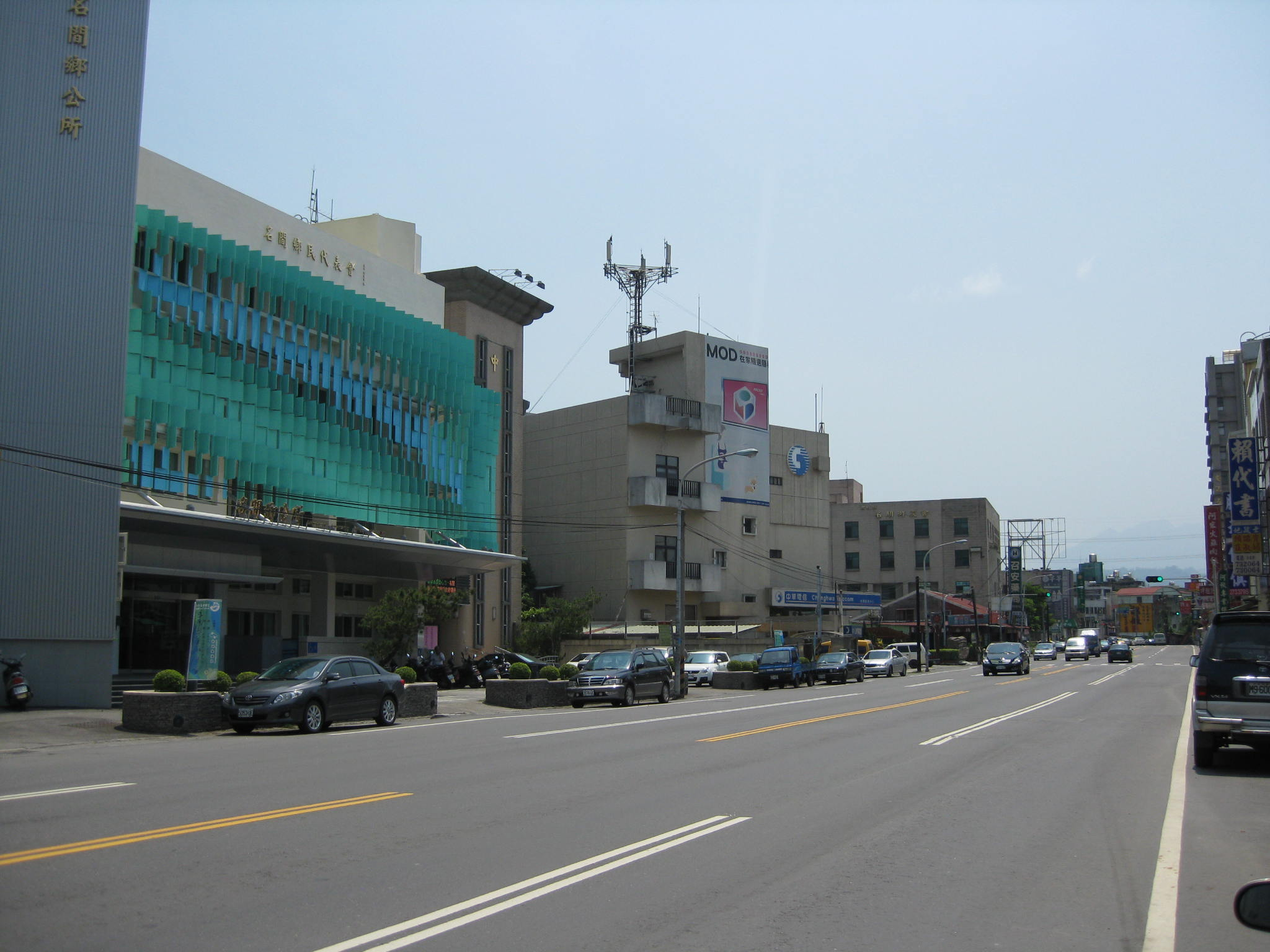
台三線行經名間鄉公所前，位置正好是名間風隙。

名間鄉有兩處平原，台中盆地和古濁水溪沖積所遺留的河階平原。河階平原有大庄、赤水、弓鞋、松柏坑、埔中等五座河階地，造成現今河階地是因八卦山脈由南向北隆起，迫使古濁水溪改道，以下為名間河階平原演化過程：
- 因橫山隆起，使第一代濁水溪受限於地形，橫切八卦山脈而成橫山斷崖。
- 因埔中一帶隆起，使第二代濁水溪沖蝕出埔中斷崖。
- 因松柏坑、弓鞋一帶隆起，使第三代濁水溪沖蝕出松柏坑斷崖、弓鞋斷崖。
- 因赤水一帶隆起，使第四代濁水溪沖蝕出赤水斷崖。
- 因濁水山隆起，使第五代濁水溪向西南方向改道，將八卦山脈切穿，形成名間斷崖，名間河階地演化過程便大致底定。

爾後經過第六、七代濁水溪沖蝕而形成現今面貌，由此可見，名間河階平原是呈現北端約有一百公尺高的橫山斷崖，崖下有大庄河階地，海拔從此向南逐漸地增高，直到松柏嶺。名間河階平原西面是遇上彰化斷層而形成褶皺現象，海拔開始向東逐漸遞減，直到名間境內台中盆地。

### 地形分區

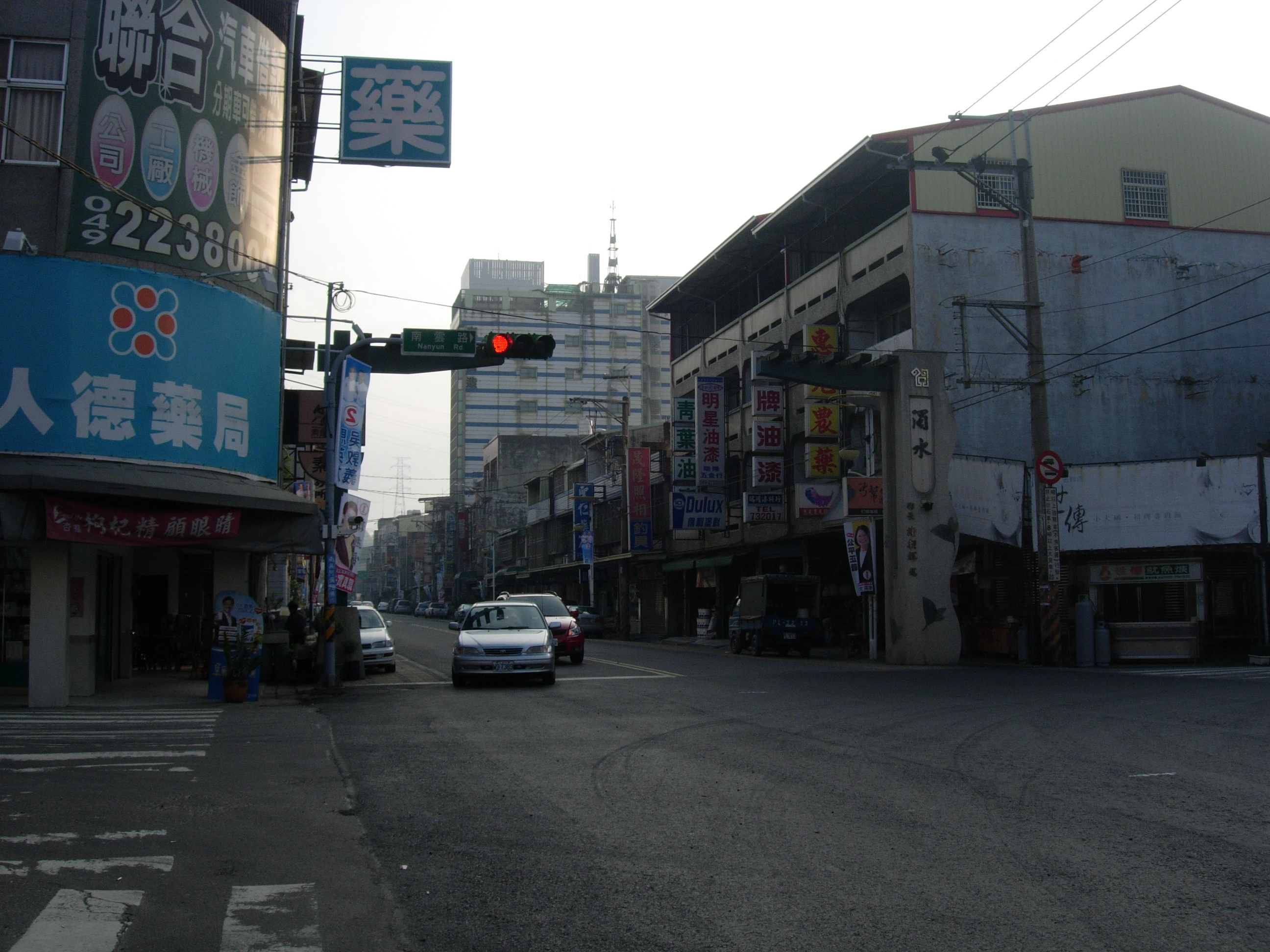
照片右方為名間市區意象

依地形可分為三區：東部南投丘陵區、中部臺中盆地平原區、西部八卦台地區，又可將各村依地形區分區如下：
- 丘陵區：萬丹、仁和、濁水
- 平原區：新街、東湖、中山、中正、南雅、新民
- 台地區：大、田仔、新光、新厝、崁腳、炭寮、廍下、大坑、赤水、竹圍、三崙、松柏、松山、埔中

### 生活圈
境內主要有四大聚落，這四大聚落有農會與郵局等機構，生活機能較完整，而其中又有不同的消費對象：
- 位於東南側的名間：此聚落又稱「湳仔」，屬於名間鄉人口最多，並有集中商家，居民大多以名間市區為消費對象。
- 位於西南側的松柏坑：又名「松柏嶺」，以名松路二段、松柏街、豐柏路周邊最為集中，居民日常以名間市區消費，更高階的消費則是前往南投市、田中鎮，因此與田中、南投關係密切。
- 位於西北側的大：此聚落離南投市區約十分鐘車程，居民大多前往南投市區消費，而在中長程旅途則前往使用台鐵田中車站。
- 位於東北側的新街：位於南投市區與名間市區之間，幾乎與南投市台3線南端的「茄苳腳聚落」形成緊密連接，消費上前是往南投市區、名間市區。

根據《南投縣名間鄉災後重建綱要計畫》一書中的規劃，將以名間為核心發展的單核心模式改成以名間、新街為兩核心的雙元發展模式，並將名間鄉分為四大生活圈：
| 生活圈     | 包含村名                                             |
| ---------- | ---------------------------------------------------- |
| 名間生活圈 | 中山、中正、南雅、新民、濁水、仁和                   |
| 新街生活圈 | 新街、東湖、新光、萬丹                               |
| 松嶺生活圈 | 新厝、崁腳、炭寮、赤水、竹圍、三崙、松柏、松山、埔中 |
| 大生活圈   | 大庄、田仔、廍下、大坑                                 |

### 人口
根據南投縣政府民政處統計，2024年底名間鄉戶數約1.3萬戶，人口約3.5萬人，是南投縣下轄的8個鄉中人口最多的鄉，鄉內人口最多與最少的村分別是新街村與大坑村，2024年底兩村人口分別為4,646人與729人；人口密度最高與最低的村分別是中正村與萬丹村，2024年底兩村人口密度分別為每平方公里1,602人與140人。

## 政治

### 歷任首長
| 任次 | 姓名   | 任期      | 備註       | 黨籍       |
| ---- | ------ | --------- | ---------- | ---------- |
| 1    | 陳火木 |           |            |            |
| 2    | 陳火木 |           |            |            |
| 3    | 陳火木 |           |            |            |
| 4    | 陳啟裕 |           |            |            |
| 5    | 楊鴻烈 |           |            |            |
| 6    | 楊鴻烈 |           |            |            |
| 7    | 陳啟杉 |           |            |            |
| 8    | 李昇   |           |            |            |
| 9    | 李昇   |           |            |            |
| 10   | 李英政 |           |            |            |
| 11   | 李柏松 |           |            |            |
| 12   | 李柏松 |           |            |            |
| 13   | 張金娥 | 1998-2002 | 未爭取連任 | 中國國民黨 |
| 代理 | 詹昌彬 |           |            |            |
| 代理 | 呂明憲 |           |            |            |
| 14   | 謝朝輝 | 2002-2006 | 連任失敗   | 無黨籍     |
| 15   | 吳成章 | 2006-2010 | 連任失敗   | 無黨籍     |
| 16   | 陳聰鑑 | 2010-2014 | 連任失敗   | 無黨籍     |
| 17   | 陳文德 | 2014-2018 |            | 無黨籍     |
| 18   | 陳文德 | 2018-2022 |            | 無黨籍     |
| 19   | 陳翰立 | 2022-現任 |            | 民主進步黨 |

### 鄉政組織
名間鄉公所是名間鄉最高層級的地方行政機關，在中華民國政府架構中為鄉自治的行政機關，同時負責執行縣政府及中央機關委辦事項，名間鄉的自治監督機關為南投縣政府。鄉長由全體鄉民直接選舉產生，任期為四年，可連選連任一次。名間鄉公所並置鄉政會議，為鄉政最高決策機構，在鄉長之下，設有5課4室等9個內部單位及5個附屬機關。
名間鄉民代表會是名間鄉的最高民意機關，代表名間鄉全體鄉民立法和監察鄉政。鄉民代表由公民直選選出，任期為四年，可連選連任。名間鄉民代表會共有11位鄉民代表，分別為第一選區6席鄉民代表、第二選區2席鄉民代表、第三選區1席鄉民代表、第四選區2席鄉民代表，主席、副主席由11位鄉民代表互選產生。

## 經濟及產業

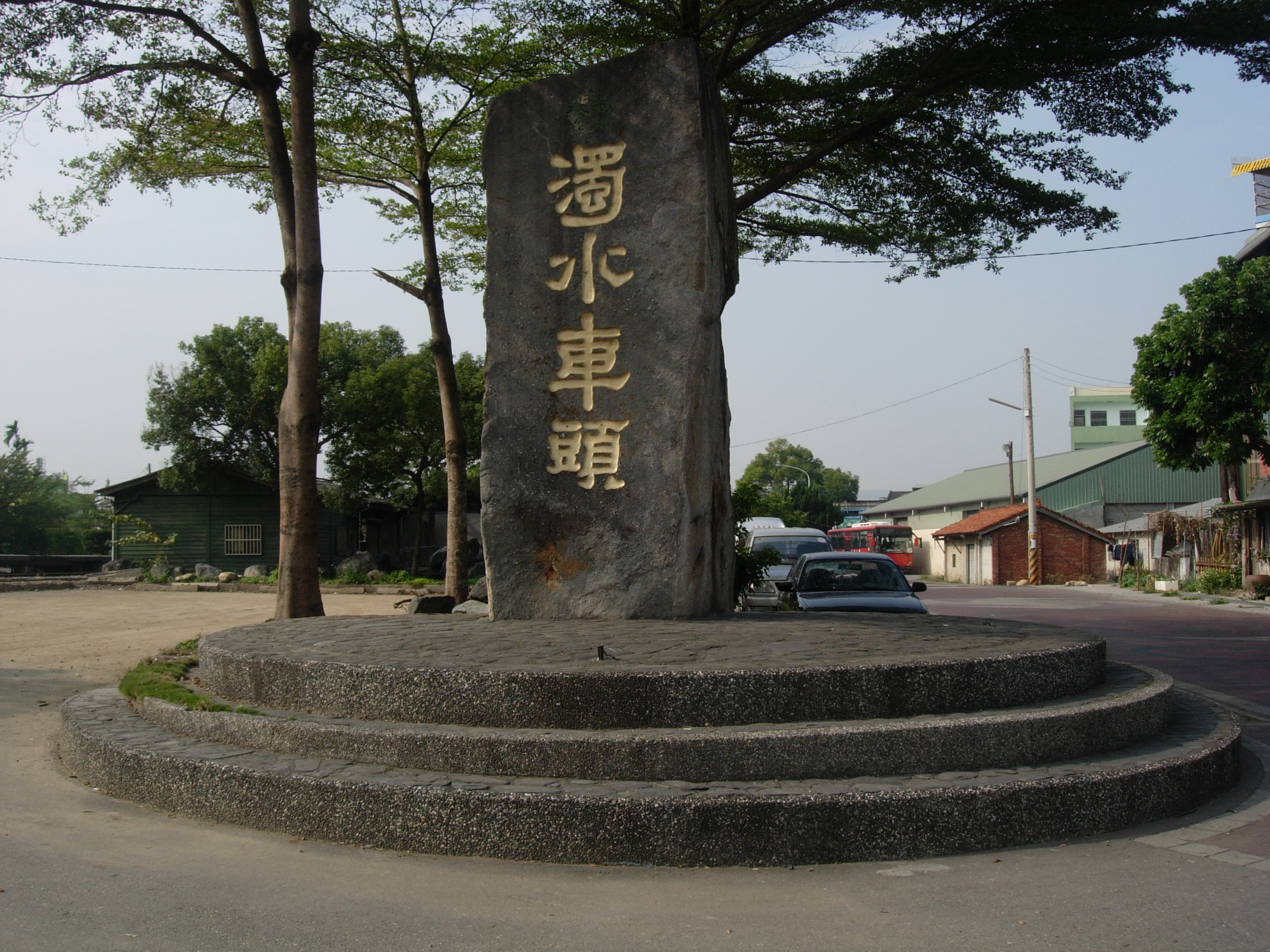
名間濁水車站藝術品

鄉內工商業較不發達，60%餘為農業人口，為典型之農業鄉鎮。鄉內農戶約5,700戶，佔全鄉總戶數之55﹪；耕地面積5,400公頃，佔全鄉總面積之65﹪，其中水田1,300公頃，旱田4,100公頃，平均每農戶所佔耕地面積為一公頃，均為傳統式之小規模經營。 
水田以稻米為主，蔬菜蕹菜（空心菜）次之；旱田種植以茶為大宗，鳳梨和生薑次之；其次為通天草、山藥和木瓜等作物，其中山藥為新興之農特產品，名間鄉正大力推廣中；至於畜牧業，則以豬、雞之飼養為主。
連鎖超市
- 全聯福利中心名間店：彰南路46號

金融機構
- 中華郵政名間郵局：南雅街65號
- 中華郵政名間松嶺郵局：名松路二段212號
- 中華郵政名間新街郵局：彰南路405之5號
- 中華郵政名間大郵局：南田路125號
- 陽信銀行南投分行：員集路122號（已歇業）

## 教育

### 特殊教育
- 衛生福利部南投啟智教養院

### 高級中等學校
- 南投縣私立弘明實驗高級中學附設國中國小

### 國民中學
- 南投縣立名間國民中學
- 南投縣立三光國民中學
- 南投縣私立弘明實驗高級中學附設國中國小

### 國民小學
- 南投縣名間鄉名間國民小學
- 南投縣名間鄉弓鞋國民小學
- 南投縣名間鄉新街國民小學
- 南投縣名間鄉僑興國民小學
- 南投縣名間鄉中山國民小學
- 南投縣名間鄉田豐國民小學
- 南投縣名間鄉名崗國民小學
- 南投縣名間鄉新民國民小學
- 南投縣私立弘明實驗高級中學附設國中國小

### 學前教育
- 名間鄉立托兒所
  - 中山示範所
  - 新街所
  - 松嶺所
  - 大坑所
  - 竹圍所
  - 大所

### 圖書文教
- 名間鄉立圖書館

## 醫療
- 名間鄉衛生所
- 佑生中醫診所
- 新泰宜婦幼醫院（已歇業）

## 交通

### 鐵路
- 臺灣鐵路管理局集集線
  - 濁水車站

##### 南投縣公車
| 路線號碼 | 營運區間           | 營運業者 | 備註       |
| 5        | 南投高中－水里商工 | 總達客運 | 原6311移撥 |

##### 公路客運
| 路線編號 | 營運區間             | 經營業者 | 備註                                                                  |
| -------- | -------------------- | -------- | --------------------------------------------------------------------- |
| 6322     | 臺中－草屯－南崗－水 | 總達客運 | 經霧峰市區、草屯市區、南投市區、名間市區 不經中興                     |
| 6333     | 臺中－草屯－中興－水 | 總達客運 | 部分班次行駛國道三號、中投公路 行駛國道三號班次（A線） 不經草屯、中興 |
| 6742     | 臺中－竹山           | 員林客運 | 經霧峰市區、草屯市區、中興、南投市區、名間市區 部分班次行駛南投高中   |
| 6926     | 南投－赤水           | 彰化客運 | 經錦梓，原916                                                         |
| 6927     | 南投－田中           | 彰化客運 | 經田仔，延駛高鐵彰化站，原956                                         |
| 6928     | 南投－松柏坑－赤水   | 彰化客運 | 經名間國中、名間市區 部分班次延駛田中，原976                          |

##### 國道客運
| 路線編號 | 營運區間   | 經營業者 | 備註                                        |
| -------- | ---------- | -------- | ------------------------------------------- |
| 1632     | 臺北－竹山 | 統聯客運 | 經林口、中港轉運站、中興、濁水              |
| 6188     | 臺中－竹山 | 台中客運 | 經名間國中、名間市區 部分班次行駛高鐵台中站 |

### 公路
| - 國道三號（福爾摩沙高速公路） - 名間交流道（237） - 台3線 - 台16線 - 縣道139乙線：南投市－名間鄉 - 縣道150號：彰化縣田中鎮－名間鄉 - 縣道152號：彰化縣二水鄉－名間鄉－集集鎮 - 投24線 - 投25線 - 投28線 - 投29線 - 投30線 - 投30-1線 - 投31線 | - 投32線 - 投33線 - 投34線 - 投35線 - 投36線 - 投37線 - 投39線 - 投39-1線 - 投40線 - 投41線 - 投42線 - 投44線 - 投54線 |  |

## 旅遊
廟宇/佛寺
- 松柏嶺受天宮：主祀玄天上帝，有台灣道教聖地之稱，也有玄天上帝總廟之名
- 北天宮：主祀玄天上帝，南田路312號
- 靈山禪寺(原名明山岩)：員集路163號（页面存档备份，存于）
- 含光山白毫禪寺：萬丹村山腳巷74-1號（页面存档备份，存于）
- 善覺禪寺：供奉觀世音菩薩，彰南路357號
- 新街朝聖宮：主祀天上聖母，彰南路481號
- 松柏坑照南宮：主祀福德正神，松柏街245之1號
- 松柏坑崇受宮：主祀九天玄女，松山街36巷4號
- 炭寮仔天妃居所靜心閣：主祀：天上聖母，炭寮村下埔巷8之6號
- 名間福興宮：主祀天上聖母，福興巷5號
- 名間大賢宮：主祀開漳聖王，大廈巷88號
- 赤水青山寺：主祀釋迦摩尼佛，赤水村南田路244號

紀念園
- 萬丹山生命紀念園
- 帝皇嶺紀念花園
- 皇穹陵紀念花園

休閒
- 松柏嶺遊客中心
- 永濟義渡碑
- 七星陣地碉堡公園
- 波羅蜜大道
- 九二一震災紀念斜塔
- 名間茄苳神木公
- 京麟雕塑文化園區
- 赤水崎園區（赤水村）
- 茶香步道（三崙村）
- 坑內坑森林步道
- 名間鄉農會特產中心
- 南投縣松柏嶺高爾夫球場

農場、餐廳
- 茶二指故事館
- 桂花森林休閒農庄(百年桂花園)
- 緣園有機農場
- 茶米香休閒農場
- 森18休閒農場
- 坑內觀光休閒農園
- 協興製茶廠
- 香茗園樹葡萄農場
- 南投肉品市場-豬樂園
- 南田牧野家
- 木協台灣檜木坊

## 特產
- 茶葉及茶相關製品
- 狗尾草（叉稱通天草）
- 山藥
- 濁水米：濁水村
- 蕹菜（空心菜）：新街村
- 生薑
- 鳳梨：廍下村

## 外部連結
- 名間鄉公所 （页面存档备份，存于）